# Le Grand Inquisiteur
Pour les articles homonymes, voir Le Grand Inquisiteur (homonymie).

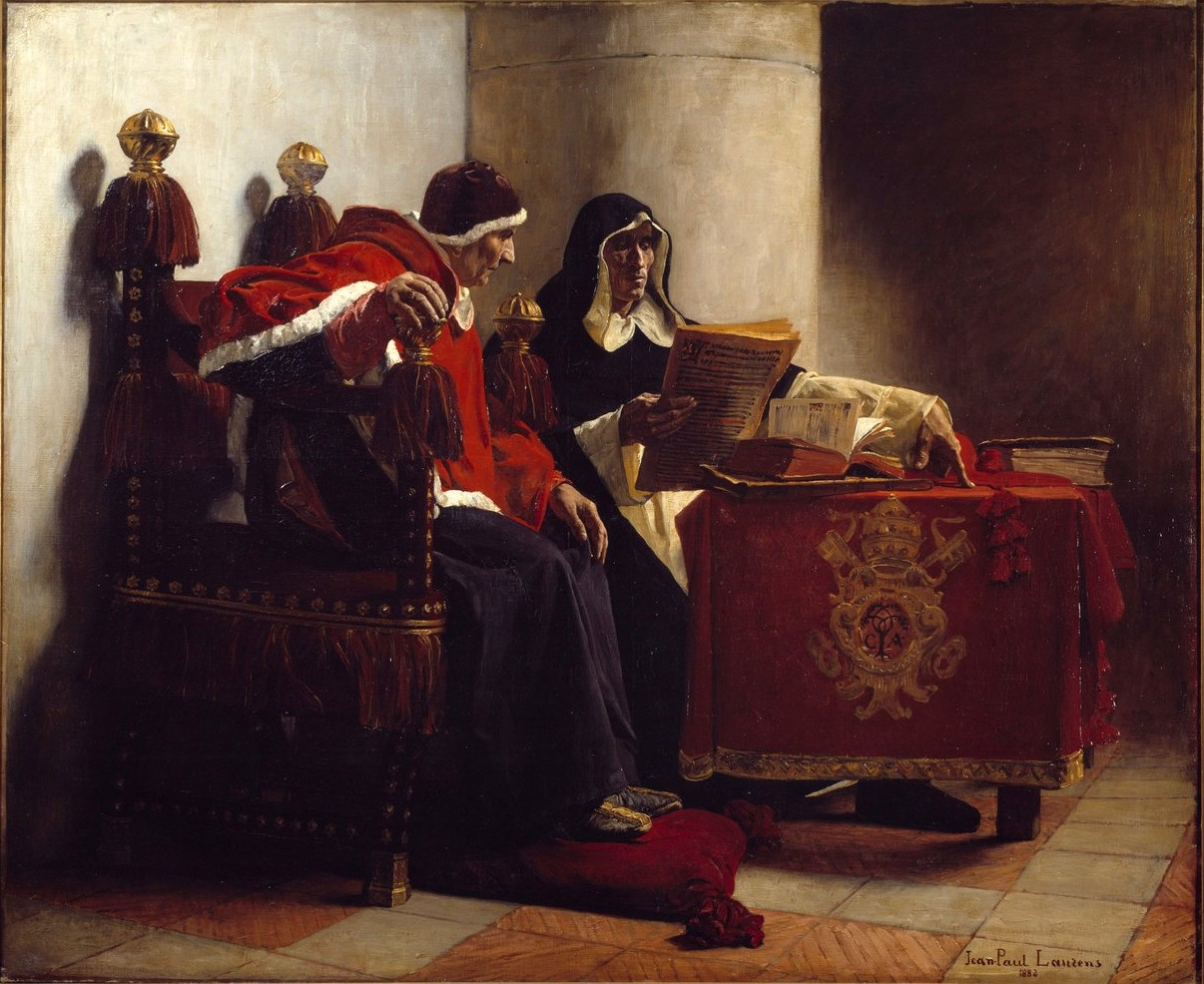
Le Pape et l'Inquisiteur, peinture de Jean-Paul Laurens.

Le Grand Inquisiteur est un récit contenu dans le roman Les Frères Karamazov de l’écrivain russe Fiodor Dostoïevski (1821-1881). C'est l'un des points culminants du roman et un conte philosophique remarquable de la littérature moderne traitant de la nature humaine, de la liberté et de la manipulation (mentale ou politique).

## Thème
L'auteur imagine que Jésus est revenu sur Terre pour voir de plus près l'inquisition espagnole, cet épisode historique qui peut sembler si peu conforme à son enseignement.
Le récit commence lorsqu'Ivan Karamazov, l'un des personnages du roman, raconte à son frère Alexeï la confrontation entre Jésus-Christ et le cardinal Grand Inquisiteur. Le cardinal, qui a fait arrêter Jésus, projette de le mettre à mort et lui explique pourquoi :
- pour lui, Jésus et ses disciples sont des « gêneurs » qui n'ont rien compris au tragique de la condition humaine ;
- défendre l'idée selon laquelle « les humains sont attachés aux idées de Liberté et d'Amour du prochain » est une attitude bien naïve :

En réalité, ces idées sont au-dessus des forces de la quasi-totalité des êtres humains ;
À la limite, elles peuvent les pousser à des comportements ou des extrémités voisines de la folie ;
Lui, le Grand Inquisiteur et ses partisans, au contraire, ont parfaitement compris les besoins et les attentes réelles de la société des Hommes ;
En conséquence, ils sauront trouver les voies « efficaces » du mystère, du miracle et de l'autorité qui mèneront l'humanité au bonheur.
Le titre du récit, comme le personnage éponyme, sont visiblement inspirés du Grand Inquisiteur de la fin de Don Carlos de Friedrich von Schiller.
Lors de la réception du prix Nobel de littérature le 10 décembre 1957, Albert Camus en fait le thème central de son discours.

## Le récit
Pour un article plus général, voir Les Frères Karamazov.

### La forme
Le récit s'articule autour du dialogue entre Ivan Karamazov, le narrateur, athée convaincu, et son frère Alexeï, moine novice. Ivan construit et narre un poème dans la verve des poèmes monastiques moscovites, dans lesquels on théâtralise l'histoire et où tout devient possible : les auditeurs sont conviés à se placer au plus haut niveau de la réflexion, là où il ne s'agit pas moins que de se situer au niveau des Dieux en étant capable de comprendre voire d'infléchir leurs décisions. Cette forme de récit laisse à l'auteur une certaine liberté pour imaginer et mettre en scène des situations critiques où se condensent et se télescopent les arguments ultimes. Cette prose fictive est également remarquable sur le plan de la dialectique en ce qu'elle se place à l'intérieur de l'enseignement religieux pour faire se retourner une certaine forme de religion contre elle-même.

### Le fond
Après un préambule sur les motifs de son entreprise, Ivan entame son récit en situant l'histoire à Séville au XVIe siècle. Il met en scène le retour sur terre de Jésus-Christ au temps de l'Inquisition espagnole, alors que « dans de superbes autodafés on brûlait d'affreux hérétiques ». Jésus, mêlé à la foule, est toutefois reconnu et immédiatement emprisonné par le Grand Inquisiteur qui le condamne à mourir le lendemain au bûcher. Le soir avant son exécution, le Grand Inquisiteur le visite dans sa cellule et lui explique que sa présence est devenue une source de gêne, voire un danger. L’Église catholique romaine et les hommes n’ont plus besoin de lui. La suite relate l'argumentation du Grand Inquisiteur où il explique à Jésus pourquoi son retour n’est pas le bienvenu et qu'il n'entend pas le laisser à nouveau « déranger » par un discours perturbateur l’Église et l'humanité.
L’inquisiteur fonde sa position autour de ce qu'il considère comme les trois questions majeures de l'humanité, que Satan a posées à Jésus lors de la tentation dans le désert et qui sont décrites dans l'Évangile. « Il y a trois forces, les seules qui puissent subjuguer à jamais la conscience de ces faibles révoltés, ce sont : le miracle, le mystère, l'autorité ! Tu les as repoussées toutes trois, donnant ainsi un exemple. » :
- la tentation de changer les roches en pains (le mystère) ;
- la tentation de sauter dans le vide à partir du pinacle du Temple et de voir sa chute amortie par des anges (le miracle) ;
- la tentation de se proclamer « roi du Monde » (l'autorité).

Selon le Grand Inquisiteur, Jésus en repoussant ces tentations au nom de la liberté, refuse certes une solution de facilité, mais montre dans le même temps qu'il surestime les capacités de la nature humaine. Pour le Grand Inquisiteur et ses partisans, la vérité, bien que décevante, est que la grande majorité de l’humanité est incapable de vivre ces principes de liberté et d'amour. L’inquisiteur affirme que Jésus, en les poussant vers une impasse pratique, a condamné la vaste majorité des hommes à se retrouver en situation de souffrance, sinon de folie, bien loin de la rédemption promise.
Après avoir recherché la vérité toute sa vie, le Grand Inquisiteur se dit profondément frustré et déçu. Ce qui lui semble désormais déterminant, c'est plutôt la volonté d'entreprendre quelque chose de pratique et de positif pour l’humanité afin de ne pas la voir souffrir. Lui et ses semblables ne craignent pas de céder aux tentations évoquées ci-dessus, et de prendre le pouvoir. 

La liberté ? Jésus l'avait offerte aux hommes, mais ceux-ci n'en veulent pas. « Leur liberté, ils l'ont humblement déposée à nos pieds ! »
La raison principale de cet abandon est le poids qu'elle représente pour leurs fragiles épaules. L'homme est une créature trop faible qui redoute cette charge. Il faut donc que quelques-uns se sacrifient et acceptent de porter le fardeau et de gérer l'humanité en utilisant les leviers pratiques et éternels de la manipulation : par l'usage du mystère, du miracle et de l'autorité... 
L'inquisiteur représente et défend cette « Église ou à tout le moins cette société de l'efficacité », que Jésus risque encore de déranger. L'inquisiteur va même jusqu'à reconnaître qu'il est avec le démon : « Nous ne sommes pas avec Toi, mais avec lui, depuis longtemps déjà. » Il reconnaît que son action consiste à manipuler et à berner les humains : « Ils mourront paisiblement, ils s’éteindront doucement en ton nom, et dans l’au-delà, ils ne trouveront que la mort. »
L’inquisiteur assure Jésus de ses bonnes intentions. On pourra le considérer comme un véritable martyr, qui se sera sacrifié en passant sa vie à œuvrer et à choisir au nom de l’humanité : le genre humain vivra et mourra dans l’ignorance. En marche vers la mort et la destruction, ils n'en seront pas moins heureux. Être réaliste : « ils ne sauront jamais répartir [le pain] entre eux ! ». La majorité des hommes préfèrent le bonheur même si c'est au prix de l'aliénation à ceux qui les nourrissent. L'image du pain symbolise le dualisme de la liberté et de la responsabilité. Choisir entre bien et mal, prendre des décisions et assumer les conséquences de l'action. Trop difficile ! Trop douloureux !  
Ainsi au terme d'une vie totalement aliénée et heureuse, les hommes disparaissent, inconscients, mais heureux et non coupables. La faute serait alors portée par la minorité des bergers manipulateurs. Mais – au bout du compte – qui pourra les déclarer coupables d'actions qui ont conduit le plus grand nombre à un certain niveau de bonheur ?
Le passage se termine lorsque le Christ, resté silencieux tout du long, embrasse l'Inquisiteur sur « ses lèvres exsangues et vieillies ». L'Inquisiteur libère le Christ, mais lui ordonne de ne jamais revenir. Le Christ, toujours muet, s’éloigne dans « les ruelles sombres de la ville ». Ivan conclut : « Le baiser brûle dans son cœur, mais le vieil homme reste fidèle à son idée ».
Bernard Charbonneau estime que l'ordre des tentations chez Luc est la plus exacte dans la mesure où il estime que les trois sont d'une gravité croissante  : « le pain, le règne, Dieu.» Il estime qu'en refusant de sauter du haut du temple porté par les ailes des anges, Jésus refuse le miracle matériel qui « prouverait à soi-même et aux autres sa divinité. Pourtant, c'est ainsi qu'il la démontre.»

## Postérité
- Le Grand Inquisiteur est l'un des cinq cyniques dans le « Cabaret des cyniques » du philosophe allemand Peter Sloterdijk dans sa Critique de la raison cynique, publiée en 1983.
- L'échange entre Winston et O'Brien dans 1984 de George Orwell est d'inspiration similaire, O'Brien, cynique, défendant de façon très rationnelle pendant qu'il le torture ses positions devant Winston, qui l'admirait intellectuellement. On retrouve par ailleurs le lien entre le Grand Inquisiteur et Big Brother.
- De même qu'il existe un lien très net entre le Grand Inquisiteur et le Grand Bienfaiteur dans Nous autres d'Ievgueni Zamiatine, personnage de dystopie qui défend les mêmes valeurs soit les intérêts de proscrire la liberté humaine.
- Le dilemme entre d'une part la liberté et la responsabilité et d'autre part la soumission et le confort a été beaucoup décrit par Jean-Paul Sartre, en particulier dans sa brève conférence L'existentialisme est un humanisme.
- Sigmund Freud considérait « Le Grand Inquisiteur», comme l' « une des plus hautes performances de la littérature mondiale ». Il cite le récit dans son texte Dostoïevski et le parricide de 1928.
- L'oratorio « Le Grand Inquisiteur » (Der Großinquisitor) pour baryton, chœur et orchestre, est créé en 1942 par le compositeur allemand Boris Blacher (op. 21). La première représentation a lieu le 14 octobre 1947 à Berlin.
- En 2022 le Grand Inquisiteur est mis en scène au théâtre par Sylvain Creuzevault parallèlement à la pièce les Frères Karamazov